# Епектаза
Епектаза (грч. ἐπέκτασις — пружање, пењање) је учење које је свети Григорије Ниски разрадио у свом делу Живот Мојсија Законодавца, а по коме душа, будући Богом привучена, јесте у непрестаном кретању навише ка вишим степенима пуноће благодати. То пењање (ἀνάβασις) јесте одушевљење Богом које, по Дионисију Ареопагиту, божански ерос упечаћује као динамички елеменат у човеково биће. Оно претпоставља стално ослобађање од страсти (κάθαρσις), духовно узрастање ка пуноћи Христовој (Еф. 4,13). 
Символ епектазе јесте Мојсије, који се, каже Григорије, „уопште не зауставља у своме пењању, нити пак одређује себи границу за висине, него, чим је закорачио на лествицу, он не престаје да се пење по тим степеницама и стално настоји да се узноси, јер свака та степеница на коју се попне, омогућује му да напредује и попне се на следећу вишу”.
Епектаза значи напредовање у врлини и делању, јер хришћанин никад не треба да се одрекне онога што је добио, него треба да продужи оно што је започео: „А сада довршите то и на дјелу” (2. Кор. 8,11). У духу источне традиције следовање Христу подударно је са откривањем Христа, или његовим манифестовањем од кенотичке до таворске форме, кроз причешћивање Светим Духом. Баш због тога хришћанин је, у том току усавршавања, стимулисан да тежи ка вишем: „А ревнујте за веће дарове. И показаћу вам још узвишенији пут” (1. Кор. 12,31). Гашење елана према Богу представља у исто време смањење енергија људске личности.